# Александрівка (Вольський район)
Александрівка (рос. Александровка) — село у Вольському районі Саратовської області Російської Федерації.
Населення становить 3 особи. Належить до муніципального утворення Черкаське муніципальне утворення.

## Історія
Населений пункт розташований у межах українського історичного та культурного регіону Жовтий Клин.
Від 23 липня 1928 року в складі Вольського району Вольського округу Нижньо-Волзького краю.
З 1934 року підпорядковується Саратовському краю, з 1936 року — в складі Саратовської області.
Згідно із законом № 86-ЗСО від 27 грудня 2004 року органом місцевого самоврядування є Черкаське муніципальне утворення.

## Населення
| 2010 |
| ---- |
| 3    |